# Hemigrammus maxillaris
Hemigrammus maxillaris és una espècie de peix d'aigua dolça de la família dels caràcids i de l'ordre dels caraciformes. Va ser descrit per Henry W. Fowler el 1932.

## Morfologia
- Els adults poden assolir fins a 3,8 cm de llargària total.

## Hàbitat
Viu a àrees de clima subtropical.

## Distribució geogràfica
Es troba a Sud-amèrica: conca del riu Paraguai.